# کانی شناسی نوری

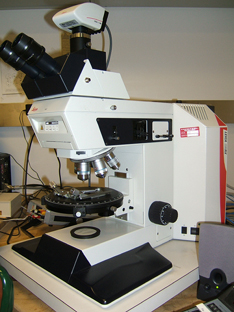
یک میکروسکوپ پتروگرافی، که یک میکروسکوپ نوری است که با عدسی‌های قطبی متقاطع، عدسی‌های کونوسکوپی و جبران‌کننده‌ها (صفحات مواد ناهمسانگرد؛ صفحات گچی و گوه‌های کوارتز رایج هستند) برای آنالیز کریستالوگرافی نصب شده است.

کانی‌شناسی نوری مطالعه کانی‌ها و سنگ‌ها با توجه به اندازه‌گیری خواص نوری آنهاست. معمولاً نمونه‌های سنگ و کانی به صورت برش‌های نازک یا پایه‌های دانه برای مطالعه در آزمایشگاه با میکروسکوپ پتروگرافی تهیه می‌شوند. کانی‌شناسی نوری برای شناسایی ترکیب کانی‌شناسی مواد زمین‌شناسی به منظور کمک به آشکار ساختن منشأ و تکامل آنها استفاده می‌شود.
برخی از خواص و تکنیک‌های مورد استفاده عبارتند از:
- ضریب شکست
- دوشکستگی
- نمودار رنگ تداخل Michel-Lévy
- پلئوکریسم
- زاویه خاموشی
- الگوی تداخل کونوسکوپی (شکل تداخل)
- تست خط بکه
- تسکین نوری
- علامت کشیدگی (طول سریع در مقابل طول آهسته)[۱]

## تاریخچه
ویلیام نیکول، که نامش با ایجاد منشور نیکول مرتبط است، احتمالاً اولین کسی است که برش‌های نازکی از مواد معدنی را تهیه کرد و روش‌های او توسط هنری ترونتون مایر ویتام (۱۸۳۱) برای مطالعه سنگ‌ریزه‌های گیاهی به کار گرفته شد. این روش که در سنگ‌شناسی اهمیت قابل توجهی دارد، یکباره برای بررسی سیستماتیک سنگ‌ها مورد استفاده قرار نگرفت و تا سال 1858 هنری کلیفتون سوربی به ارزش آن اشاره کرد. در همین حال، مطالعه نوری بخش‌هایی از بلورها توسط سر دیوید بروستر و دیگر فیزیکدانان و کانی‌شناسان پیشرفت کرده بود و تنها به کاربرد روش‌های آن‌ها برای کانی‌های قابل مشاهده در بخش‌های سنگی باقی ماند.

## بخش‌ها

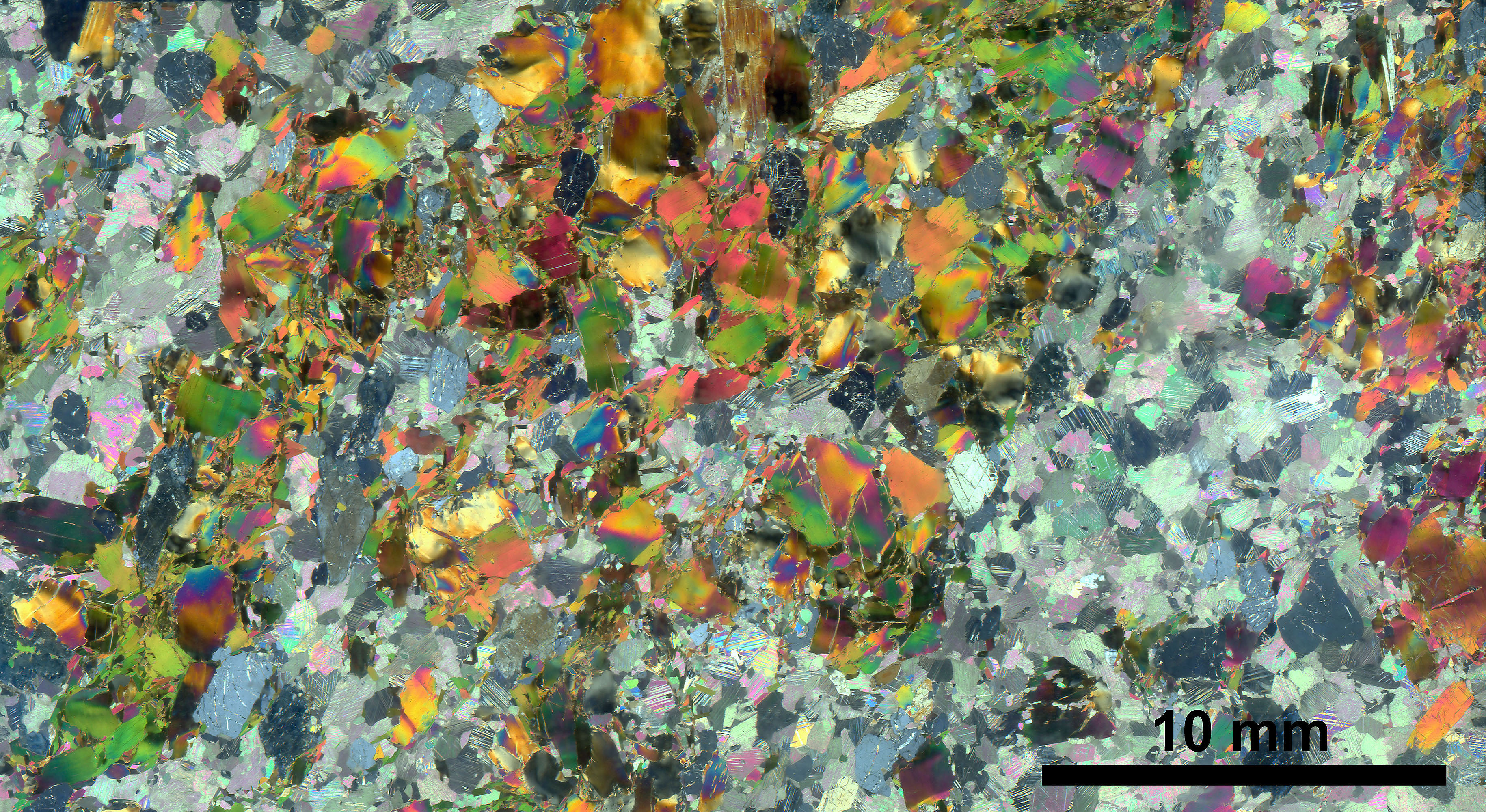
تصویر اسکن شده از یک بخش نازک در نور پلاریزه متقاطع.

ضخامت یک قطعه سنگ باید حدود یک هزارم اینچ (۳۰ میکرومتر) باشد و ساخت آن نسبتاً آسان است. ممکن است یک قطعه نازک از سنگ، حدود ۱ سانتی‌متر گرفته شود. باید تا حد امکان تازه و عاری از ترک‌های آشکار باشد. با آسیاب کردن آن بر روی صفحه ای از فولاد یا چدن با کمی کاربوراندوم ریز، به زودی از یک طرف صاف می‌شود و سپس به یک ورق شیشه ای منتقل می‌شود و با بهترین سنباده دانه صاف می‌شود تا تمام زبری‌ها و گودال‌ها از بین برود. و سطح یک صفحه یکنواخت است. سپس تراشه سنگ شسته می‌شود و روی صفحه مسی یا آهنی قرار می‌گیرد که توسط یک لامپ الکل یا گاز گرم می‌شود. یک لیوان شیشه ای میکروسکوپی نیز روی این بشقاب با قطره ای از بلسان طبیعی کانادایی چسبناک روی سطح آن گرم می‌شود. مواد فرارتر بلسان در اثر حرارت از بین می‌رود و وقتی این کار انجام شد، سنگ صاف، خشک و گرم محکم فشار داده می‌شود تا در تماس با صفحه شیشه‌ای قرار گیرد تا لایه‌ای که بین بلسان وجود دارد تا جایی که ممکن است نازک و عاری باشد. حباب‌های هوا آماده می‌شود تا خنک شود و تراشه سنگ را دوباره مانند قبل ابتدا با کربوراندوم و پس از شفاف شدن با سنباده ریز آسیاب می‌کنند تا ضخامت مورد نظر به دست آید. سپس تمیز می‌شود، دوباره با مقدار کمی بلسان حرارت داده می‌شود و با یک لیوان پوششی پوشانده می‌شود. از کار آسیاب کردن سطح اول ممکن است با بریدن یک برش صاف با یک دیسک آهنی مسلح به پودر الماس خرد شده جلوگیری شود. استفاده دوم از شکافنده پس از صاف شدن و چسباندن سطح اول به شیشه، در دستان متخصص، قسمتی از سنگ را به قدری نازک می‌گذارد که شفاف شود. به این ترتیب آماده‌سازی یک بخش ممکن است تنها به بیست دقیقه زمان نیاز داشته باشد.

## میکروسکوپ
میکروسکوپ مورد استفاده معمولاً میکروسکوپی است که دارای یک مرحله چرخشی است که در زیر آن یک پلاریزه وجود دارد، در حالی که بالای شی یا چشمی یک آنالایزر نصب شده است. به‌طور متناوب، مرحله ممکن است ثابت شود، و منشورهای پلاریزه کننده و تجزیه کننده ممکن است قادر به چرخش همزمان با استفاده از چرخ‌های دندانه دار و یک میله اتصال باشند. اگر نور معمولی و غیر قطبی شده مورد نظر باشد، هر دو منشور ممکن است از محور ابزار خارج شوند. اگر فقط پلاریزه وارد شود، نور منتقل شده پلاریزه می‌شود. با هر دو منشور در موقعیت، لغزش در نور متقاطع قطبی، همچنین به عنوان " نیکول متقاطع " شناخته می‌شود. یک قطعه سنگ میکروسکوپی در نور معمولی، اگر از بزرگنمایی مناسب (مثلاً حدود ۳۰ برابر) استفاده شود، متشکل از دانه‌ها یا کریستال‌هایی است که رنگ، اندازه و شکل متفاوتی دارند.

## ویژگی‌های کانی‌ها

### رنگ
برخی از کانی‌ها بی‌رنگ و شفاف هستند (کوارتز، کلسیت، فلدسپات، مسکوویت، و غیره)، در حالی که برخی دیگر زرد یا قهوه ای (روتیل، تورمالین، بیوتیت)، سبز (دیوپسید، هورنبلند، کلریت)، آبی (گلوکوفان) هستند. بسیاری از کانی‌ها ممکن است رنگ‌های متنوعی را در سنگ‌های یکسان یا متفاوت یا حتی چندین رنگ در یک نمونه کانی به نام پهنه‌بندی رنگی داشته باشند. به عنوان مثال، تورمالین معدنی ممکن است دارای مناطق رنگی متحدالمرکز از قهوه ای، زرد، صورتی، آبی، سبز، بنفش یا خاکستری تا بی‌رنگ باشد. هر کانی دارای یک یا چند رنگ رایج است.

### عادت و شکاف

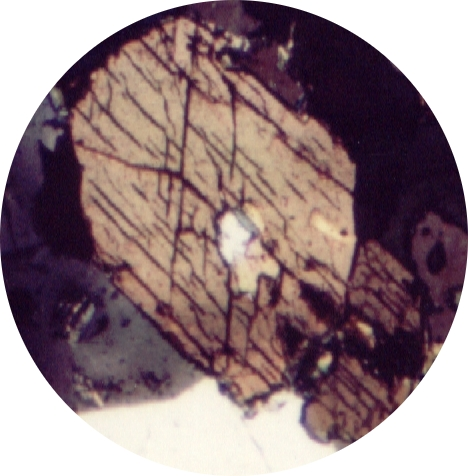
آمفیبول در بخش نازک دارای زاویه شکاف ۶۰ درجه است.

شکل کریستال‌ها به‌طور کلی خطوط کلی بخش‌های ارائه شده در اسلایدها را تعیین می‌کند. اگر کانی دارای یک یا چند شکاف خوب باشد، آنها را با مجموعه‌ای از صفحات با جهت مشابه به نام صفحات شکاف نشان می‌دهند.
جهت صفحات شکاف توسط ساختار کریستالی یک کانی تعیین می‌شود و ترجیحاً از طریق صفحاتی تشکیل می‌شود که ضعیف‌ترین پیوندها در امتداد آنها قرار دارند، بنابراین جهت‌گیری صفحات برش را می‌توان در کانی‌شناسی نوری برای شناسایی کانی‌ها استفاده کرد.

### ضریب شکست و انکسار دوگانه
اطلاعات مربوط به ضریب شکست یک کانی را می‌توان با مقایسه با مواد اطراف مشاهده کرد. این می‌تواند سایر مواد معدنی یا محیطی باشد که یک دانه در آن نصب شده است. هر چه تفاوت در تسکین نوری بیشتر باشد، تفاوت در ضریب شکست بین رسانه‌ها بیشتر است. به نظر می‌رسد که موادی با ضریب شکست کمتر و در نتیجه برجستگی کمتری در لغزش یا پایه فرومی‌روند، در حالی که ماده ای با ضریب شکست بالاتر تسکین بیشتری دارد و به نظر می‌رسد بیرون می‌زند. از آزمون خط بکه نیز می‌توان برای مقایسه ضریب شکست دو محیط استفاده کرد.

### پلئوکریسم
اطلاعات بیشتر با قرار دادن پلاریزر پایینی و چرخش بخش به دست می‌آید. نور فقط در یک صفحه ارتعاش می‌کند، و در گذر از کریستال‌های شکست مضاعف در اسلاید، به‌طور کلی، به پرتوهایی تقسیم می‌شود که در زوایای قائم با یکدیگر ارتعاش می‌کنند. در بسیاری از کانی‌های رنگی مانند بیوتیت، هورنبلند، تورمالین، کلریت، این دو پرتو رنگ‌های متفاوتی دارند و هنگامی که قسمتی حاوی هر یک از این کانی‌ها چرخانده می‌شود، تغییر رنگ اغلب به وضوح قابل مشاهده است. این خاصیت که به «پلئوکریسم» معروف است در تعیین ترکیب کانی از ارزش زیادی برخوردار است.
Pleochroism اغلب در نقاط کوچکی که محفظه‌های کوچکی از سایر مواد معدنی مانند زیرکن و اپیدوت را احاطه کرده‌اند، شدید است. این هاله‌ها به عنوان " هاله‌های پلئوکروییک " شناخته می‌شوند.

### محصولات تغییر
برخی از کانی‌ها به آسانی تجزیه می‌شوند و کدر و نیمه شفاف می‌شوند (مثلا فلدسپات). برخی دیگر همیشه کاملاً تازه و شفاف می‌مانند (مثلاً کوارتز)، در حالی که برخی دیگر محصولات ثانویه مشخصی تولید می‌کنند (مانند کلریت سبز بعد از بیوتیت). اجزاء موجود در کریستال‌ها (هم جامد و هم سیال) بسیار مورد توجه هستند. یک کانی ممکن است دیگری را محصور کند، یا ممکن است حاوی فضاهایی باشد که توسط شیشه، مایعات یا گازها اشغال شده است.

## ریزساختار
ساختار سنگ - رابطه اجزای آن با یکدیگر - معمولاً به وضوح نشان داده می‌شود، خواه تکه‌تکه یا عظیم باشد. وجود ماده شیشه ای در تضاد با شرایط کاملاً کریستالی یا «هولو کریستالی». ماهیت و منشأ قطعات آلی؛ باند، برگ یا لمینیت؛ ساختار پوکه ای یا متخلخل بسیاری از گدازه‌ها. این و بسیاری از شخصیت‌های دیگر، اگرچه اغلب در نمونه‌های دستی یک سنگ قابل مشاهده نیستند، با بررسی یک بخش میکروسکوپی آشکار می‌شوند. روش‌های مختلفی برای مشاهده دقیق ممکن است به کار رود، مانند اندازه‌گیری اندازه عناصر سنگ با کمک میکرومتر، نسبت‌های نسبی آن‌ها با استفاده از یک صفحه شیشه‌ای که در مربع‌های کوچک قرار دارد، زوایای بین شکاف‌ها یا وجوه دیده‌شده در بخش با استفاده از مرحله مدرج چرخشی، و تخمین ضریب شکست ماده معدنی در مقایسه با محیط‌های نصب مختلف.

## انکسار مضاعف
اگر آنالایزر در موقعیتی قرار گیرد که به‌طور نسبی از قطبی کننده عبور کند، میدان دید در جایی که مواد معدنی وجود ندارد یا نور از مواد همسانگرد مانند شیشه، مایعات و کریستال‌های مکعبی عبور می‌کند تاریک خواهد بود. تمام اجسام کریستالی دیگر که به‌طور مضاعف در حال شکست هستند، با چرخش صحنه در برخی موقعیت‌ها درخشان به نظر می‌رسند. تنها استثنای این قاعده توسط بخش‌هایی عمود بر محورهای نوری کریستال‌های دوشکست‌کننده، که در طول یک چرخش کامل تاریک یا تقریباً تاریک می‌مانند، ارائه می‌شود، که بررسی آن‌ها اغلب مهم است.

### انقراض
بخش‌های معدنی با شکست مضاعف در همه موارد در موقعیت‌های خاصی با چرخش صحنه سیاه به نظر می‌رسند. گفته می‌شود زمانی که این اتفاق می‌افتد آنها «منقرض می‌شوند». زاویه بین این و هر شکاف را می‌توان با چرخاندن صحنه و ثبت این موقعیت‌ها اندازه‌گیری کرد. این زوایا مشخصه سیستمی است که کانی به آن تعلق دارد و اغلب مربوط به خود گونه کانی است (به کریستالوگرافی مراجعه کنید). برای تسهیل اندازه‌گیری زوایای خاموشی، انواع مختلفی از چشمی‌ها ابداع شده است، برخی دارای صفحه کلسیتی استریوسکوپی هستند، برخی دیگر با دو یا چهار صفحه کوارتز سیمان شده به هم. اینها اغلب نتایج دقیق تری نسبت به مشاهده تنها موقعیتی که بخش معدنی بین نیکول‌های متقاطع کاملاً تاریک است به دست می‌دهند.
مقاطع معدنی هنگامی که خاموش نمی‌شوند نه تنها روشن هستند، بلکه رنگی هستند و رنگ‌هایی که نشان می‌دهند به عوامل مختلفی بستگی دارد که مهم‌ترین آنها قدرت شکست مضاعف است. اگر تمام مقاطع ضخامت یکسانی داشته باشند، همان‌طور که تقریباً در مورد اسلایدهای خوش ساخت صدق می‌کند، کانی‌هایی با قوی‌ترین شکست مضاعف بالاترین رنگ پلاریزاسیون را ایجاد می‌کنند. ترتیب چیدمان رنگ‌ها در مقیاس نیوتن بیان می‌شود که پایین‌ترین آنها خاکستری تیره، سپس خاکستری، سفید، زرد، نارنجی، قرمز، بنفش، آبی و غیره است. تفاوت بین ضریب شکست معمولی و پرتوی خارق‌العاده در کوارتز ۰۰۹/۰ است و در برش سنگی به ضخامت حدود ۱/۵۰۰ اینچ، این کانی رنگ‌های پلاریزاسیون خاکستری و سفید می‌دهد. نفلین با انکسار مضاعف ضعیف تر، خاکستری تیره می‌دهد. از طرف دیگر اوژیت قرمز و آبی می‌دهد، در حالی که کلسیت با انکسار مضاعف قوی تر مایل به صورتی یا سفید مایل به سبز به نظر می‌رسد. با این حال، تمام بخش‌های یک کانی یکسان نخواهند داشت: بخش‌های عمود بر یک محور نوری تقریباً سیاه خواهند بود و به‌طور کلی، هر چه هر بخش به این جهت نزدیک‌تر شود، رنگ‌های قطبش آن کمتر خواهد بود. با گرفتن میانگین یا بالاترین رنگ داده شده توسط هر کانی، می‌توان مقدار نسبی شکست مضاعف آن را تخمین زد، یا اگر ضخامت مقطع به‌طور دقیق مشخص باشد، می‌توان تفاوت بین دو ضریب شکست را مشخص کرد. اگر اسلایدها ضخیم باشند، رنگ‌ها در کل بالاتر از اسلایدهای نازک خواهند بود.
اغلب مهم است که دریابیم که آیا از دو محور کشسانی (یا ردپای ارتعاش) در بخش دارای خاصیت ارتجاعی بیشتر (یا ضریب شکست کمتر) است یا خیر. گوه کوارتز یا صفحه سلنیت این امکان را فراهم می‌کند. فرض کنید یک بخش معدنی با شکست مضاعف به گونه‌ای قرار گرفته است که «خاموش» شود. اگر اکنون تا ۴۵ درجه بچرخد به شدت روشن می‌شود. اگر گوه کوارتز از روی آن عبور داده شود به طوری که محور بلند گوه موازی با محور کشسانی در مقطع باشد، رنگ‌های پلاریزاسیون افزایش یا کاهش می‌یابد. در صورت افزایش، محورهای کشش بیشتر در دو کانی موازی هستند. اگر محور الاستیسیته بیشتر در یکی فرو برود، موازی با محور کشش کمتر در دیگری است. در حالت دوم با فشار دادن گوه به اندازه کافی تاریکی کامل یا جبران خواهد شد. برای این منظور از گوه‌های سلنیت، صفحات سلنیت، گوه‌های میکا و صفحات میکا نیز استفاده می‌شود. یک گوه کوارتز نیز ممکن است با تعیین میزان شکست مضاعف در تمام قسمت‌های طول آن کالیبره شود. اگر اکنون از آن برای ایجاد جبران یا انقراض کامل در هر بخش معدنی با شکست مضاعف استفاده شود، می‌توانیم مشخص کنیم که قدرت شکست مضاعف مقطع چقدر است زیرا آشکارا برابر و مخالف آن قسمت شناخته شده گوه کوارتز است.
پالایش بیشتر روش‌های میکروسکوپی شامل استفاده از نور قطبی شده شدیداً همگرا (روش‌های کونوسکوپی) است. این توسط یک کندانسور آکروماتیک با زاویه گسترده در بالای پلاریزه کننده و یک هدف میکروسکوپی با توان بالا به دست می‌آید. بخش‌هایی که عمود بر یک محور نوری هستند و در نتیجه در هنگام چرخش تاریک باقی می‌مانند بسیار مفید هستند. اگر به کریستال‌های تک محوری تعلق داشته باشند، یک صلیب تیره یا نور همگرا بین نیکول‌های متقاطع نشان می‌دهند که میله‌های آن موازی با سیم‌ها در میدان چشمی باقی می‌مانند. مقاطع عمود بر محور نوری یک کانی دو محوره در شرایط یکسان، نوار تیره ای را نشان می‌دهند که در چرخش به شکل هذلولی منحنی می‌شود. اگر این بخش عمود بر یک «دو محور» باشد (به کریستالوگرافی مراجعه کنید) یک صلیب سیاه رنگ دیده می‌شود که در چرخش باز می‌شود و دو هذلولی را تشکیل می‌دهد که راس آنها به سمت یکدیگر چرخیده است. محورهای نوری در رأس هذلول‌ها ظاهر می‌شوند و ممکن است توسط حلقه‌های رنگی احاطه شوند، اگرچه به دلیل نازکی مواد معدنی در بخش‌های سنگی، این‌ها تنها زمانی دیده می‌شوند که شکست مضاعف کانی قوی باشد. فاصله بین محورها همان‌طور که در میدان میکروسکوپ دیده می‌شود تا حدی به زاویه محوری کریستال و تا حدی به دیافراگم عددی شیء بستگی دارد. اگر با میکرومتر چشمی اندازه‌گیری شود، زاویه محوری نوری کانی را می‌توان با یک محاسبه ساده پیدا کرد. گوه کوارتز، صفحه ربع میکا یا صفحه سلنیت امکان تعیین ویژگی مثبت یا منفی کریستال را با تغییر در رنگ یا شکل اشکال مشاهده شده در میدان فراهم می‌کند. این عملیات شبیه به عملیاتی است که توسط کانی‌شناس در بررسی صفحات برش خورده از کریستال‌ها انجام می‌شود.

### بررسی پودر سنگ
اگرچه سنگ‌ها در حال حاضر عمدتاً در بخش‌های میکروسکوپی مورد مطالعه قرار می‌گیرند، اما بررسی پودرهای سنگ خرد شده ریز، که اولین شاخه سنگ‌شناسی میکروسکوپی بود که مورد توجه قرار گرفت، هنوز به‌طور فعال مورد استفاده قرار می‌گیرد. روش‌های نوری مدرن به راحتی برای قطعات معدنی شفاف از هر نوعی قابل استفاده هستند. مواد معدنی تقریباً به آسانی در پودر مشخص می‌شوند که در بخش‌ها، اما در مورد سنگ‌ها، مانند ساختار یا رابطه اجزاء با یکدیگر، این‌طور است. این عنصر در مطالعه تاریخچه و طبقه‌بندی سنگ‌ها از اهمیت بالایی برخوردار است و با آسیاب کردن آنها به صورت پودر تقریباً به‌طور کامل از بین می‌رود.